# Bolesław Częścik
Bolesław Częścik pseud. Orlik (ur. 1 czerwca 1924 w Woli-Józefowie, zm. 10 lipca 1951 w Warszawie) – żołnierz Związku Walki Zbrojnej, Narodowych Sił Zbrojnych i Narodowego Zjednoczenia Wojskowego, plutonowy w Pogotowiu Akcji Specjalnej.

## Życiorys

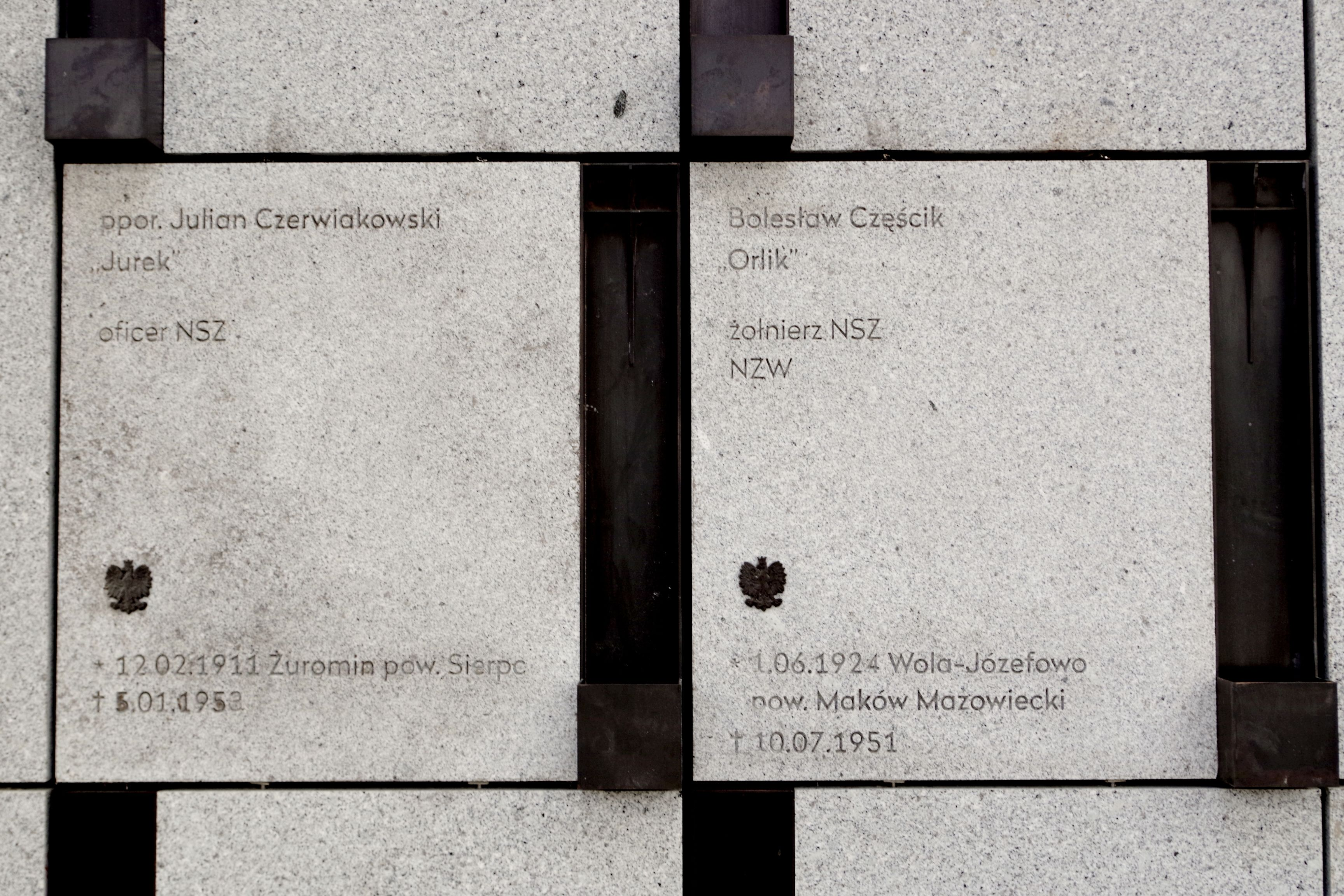
Groby ppor. Juliana Czerwiakowskiego ps. Jurek i Bolesława Częścika ps. Orlik w Panteonie – Mauzoleum Wyklętych-Niezłomnych na Cmentarzu Wojskowym na Powązkach w Warszawie.

Był synem Józefa i Feliksy z domu Tomaszewskiej. 
W wieku 17 lat, na przełomie lat 1941/1942 wstąpił do Związku Walki Zbrojnej, składając przysięgę przed Feliksem Mamińskim ps. Leśnik. Przeszedł do Narodowych Sił Zbrojnych na placówkę w Pienicach. Po wejściu Armii Czerwonej na tereny wschodniego Mazowsza w 1944 roku walczył w oddziale NSZ Romana Dziemieszkiewicza „Adama”, „Pogody” (starszego brata Mieczysława Dziemieszkiewicza „Roja”). Używał wtedy pseudonimu Orlik. Uczestniczył w wielu akcjach zbrojnych oddziału na terenie powiatów: ciechanowskiego, makowskiego, ostrołęckiego i pułtuskiego, m.in. rozbicia aresztu PUBP w Krasnosielcu w nocy z 1 na 2 maja 1945 roku, skąd uwolniono kilkudziesięciu żołnierzy AK i NSZ przeznaczonych do wywozu w głąb ZSRR. W akcji tej Bolesław Częścik wyprowadził z piwnic UB w Krasnosielcu m.in.: W. Wiszowatego „Zręba”, S. Majkowskiego, S. Macha oraz swojego ojca Feliksa, który był tak zbity, że nie poznał swojego syna. Latem 1946 roku uczestniczył w rozbrojeniu Komendy Powiatowej MO w Makowie Mazowieckim. Komendę zdobyto bez żadnych ofiar z obu stron. Następnie związał się z oddziałem Mariana Kraśniewskiego „Burzy”, który działał już w ramach Narodowego Zjednoczenia Wojskowego pod dowództwem Feliksa Przybytniewskiego „Mieczysława”, komendanta powiatu „Orawa” (Ostrołęka). Brał również udział w rozbrajaniu posterunków MO w Różanie, Baranowie, Chorzelach, w Myszyńcu, Kolnie i innych placówek reżimu stalinowskiego na północnym Mazowszu.
Po rozbiciu oddziału Romana Dziemieszkiewicza w 1946 roku, wraz z resztkami oddziału podporządkował się komendantowi XVI Okręgu NZW „Mazowsze” kpt. Zbigniewowi Kulesze „Młotowi” i został wcielony w skład Pogotowia Akcji Specjalnej pod dowództwem chor. Józefa Kozłowskiego „Lasa”. W tym oddziale „Orlik” objął dowództwo drużyny, a następnie został zastępcą dowódcy plutonu i awansowany do stopnia plutonowego. Do końca 1946 roku wziął udział w kolejnych kilku akcjach: wykonywaniu wyroków na aktywistach PPR, rozbrajaniu milicjantów i akcjach ekspropriacyjnych. 
Korzystając z amnestii ujawnił się przed Urzędem Bezpieczeństwa Publicznego na m.st. Warszawę 22 kwietnia 1947 roku, wyjechał na Ziemie Odzyskane w okolice Stargardu, gdzie zatrudnił się w jednym z Państwowych Zarządów Nieruchomości Ziemskich, a następnie przeprowadził się do Drewnicy, gdzie pracował u rybaka na kutrze wiślanym.
13 września 1950 roku został aresztowany w Drewnicy. 7 kwietnia 1951 roku WSR w Warszawie na sesji wyjazdowej w Pułtusku pod przewodnictwem por. Edwarda Hollera skazał go na karę śmierci. Prezydent Bolesław Bierut decyzją z dnia 3 lipca 1951 roku nie skorzystał z prawa łaski. Wyrok wykonano 10 lipca 1951 roku w więzieniu mokotowskim w Warszawie.
Szczątki Bolesława Częścika odnaleziono 17 sierpnia 2012 roku w kwaterze „Ł” Cmentarza Wojskowego na Powązkach w Warszawie
28 września 2014 roku, podczas uroczystości w Pałacu Prezydenckim z udziałem Prezydenta RP Bronisława Komorowskiego, Instytut Pamięci Narodowej ogłosił, że udało się ustalić tożsamość Bolesława Częścika. Notę potwierdzającą identyfikację w imieniu rodziny odebrał jego bratanek Marek Częścik.
W 2008 roku został pośmiertnie odznaczony Krzyżem Narodowego Czynu Zbrojnego.